# Las lágrimas de san Pedro (El Greco, obras originales)
Las lágrimas de san Pedro o San Pedro arrepentido es el tema de varios lienzos del Greco. Según Harold Wethey, se conocen diecisiete obras de este motivo, realizadas por el maestro o por su taller. De ellas, solo cinco se consideran autógrafas del Greco, siendo las obras de las que trata este artículo.

## Introducción
Este tema se había tratado —en varios períodos y lugares— en pinturas al fresco, en trípticos y en retablos, pero parece que fue el Greco quien lo representó por primera vez como pintura al óleo sobre un lienzo independiente. Según Émile Mâle, su aceptación popular se debió a la defensa del sacramento de la penitencia por parte de la Iglesia de la contrarreforma. En aquel momento, san Pedro era visto por el protestantismo como un traidor, pero la iglesia católica lo alababa, ya que —después de su arrepentimiento y posterior actividad evangelizadora— se convirtió en el primer Papa.

## Tema de las obras
Esta escena se narra en el evangelio de Lucas, en el evangelio de Mateo y en el evangelio de Marcos. En el evangelio de Juan se da otra información, que ayuda a comprender este pasaje.

## Análisis de las obras
San Pedro aparece —de medio cuerpo— como un hombre mayor, con barba blanca, vistiendo una túnica azul y un manto amarillo. Está ante la entrada de una cueva, con un tronco y hojas de hiedra en la pared. Sus brazos —fuertes y musculosos— son verdaderamente los de un pescador, y sus manos están entrelazadas sobre el pecho, llevando las llaves de san Pedro. Sus ojos —llenos de lágrimas— se dirigen hacia el Cielo, reconociendo su culpa y pidiendo perdón. En la parte inferior izquierda, se ve al ángel que deja al Santo Sepulcro, ya vacío después de la Resurrección, y a María Magdalena, quien se dirige hacia san Pedro.
Es posible que la representación del ángel como un joven vestido con una capa semejante a un relámpago despidiendo una luz fosforescente, provenga de algún evangelio apócrifo.

### Versión del Bowes Museum
En el enlace Las lágrimas de San Pedro (Bowes Museum), se encontrará la debida información sobre este lienzo.

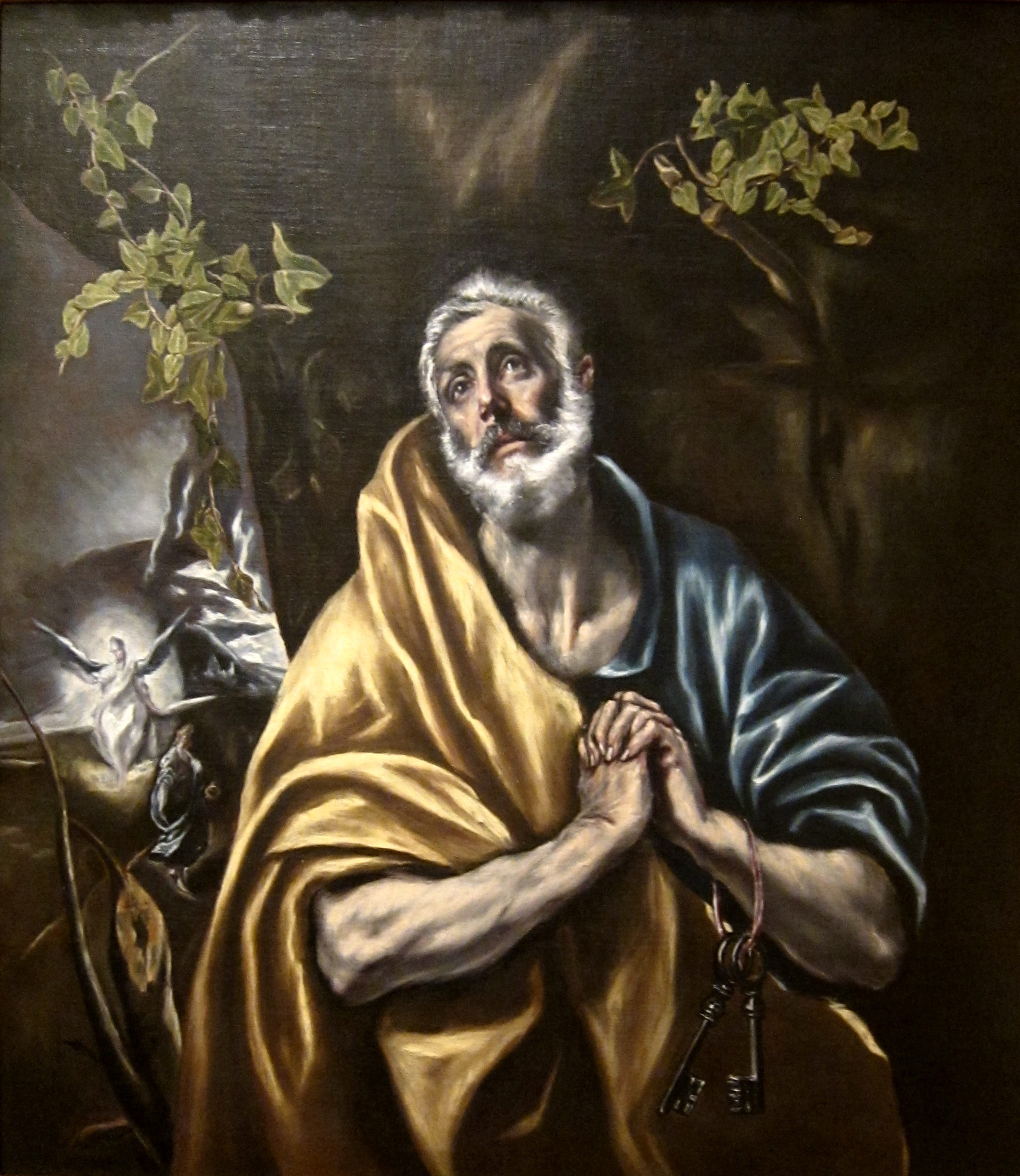
Versión del Museo de Arte de San Diego

### Versión del Museo de Arte de San Diego

#### Datos técnicos y registrales
- Museo de Arte de San Diego, n.º inventario: 1940.76;[13]
- Pintura al óleo sobre lienzo;
- Dimensiones: 122 x 102 cm, según Wethey (125,1 x 107,63 cm, según el museo);
- Datación: ca. 1590-1595;
- Firmado con pequeñas letras griegas, en la rama de la parte inferior izquierda: δομήνικος θεοτοκóπουλος ε´ποíει;
- Consta con el n.º 270 en el catálogo razonado de Wethey, y con la referencia 64-b en el de Tiziana Frati.[14]

#### Comentario sobre la obra
Este magnífico lienzo, seguramente es posterior a Las lágrimas de San Pedro (Bowes Museum) y anterior al de la Colección Phillips. Las veladuras de los brazos y del cuello desaparecieron debido a una limpieza abusiva, durante la cual se hizo visible parte de la imprimación, lo que le da a este lienzo un aire inacabado. Además, el restaurador no entendió bien la firma, y se confundió al enlazar las letras de la palabra θεοτοκóπουλος. Además, la palabra "ε'ποíει" es solamente inteligible a partir de las dos primeras letras.

#### Procedencia
1. José María de Zavala; Vitoria (1908 - ca.1926);
2. Pedro y Antonio Verástegui; Vitoria (ca.1926 - 1929);
3. Jacob Hirsch; Nueva York (1939);
4. Anne R. y Amy Putnam, San Diego, California (1940 - 1940);

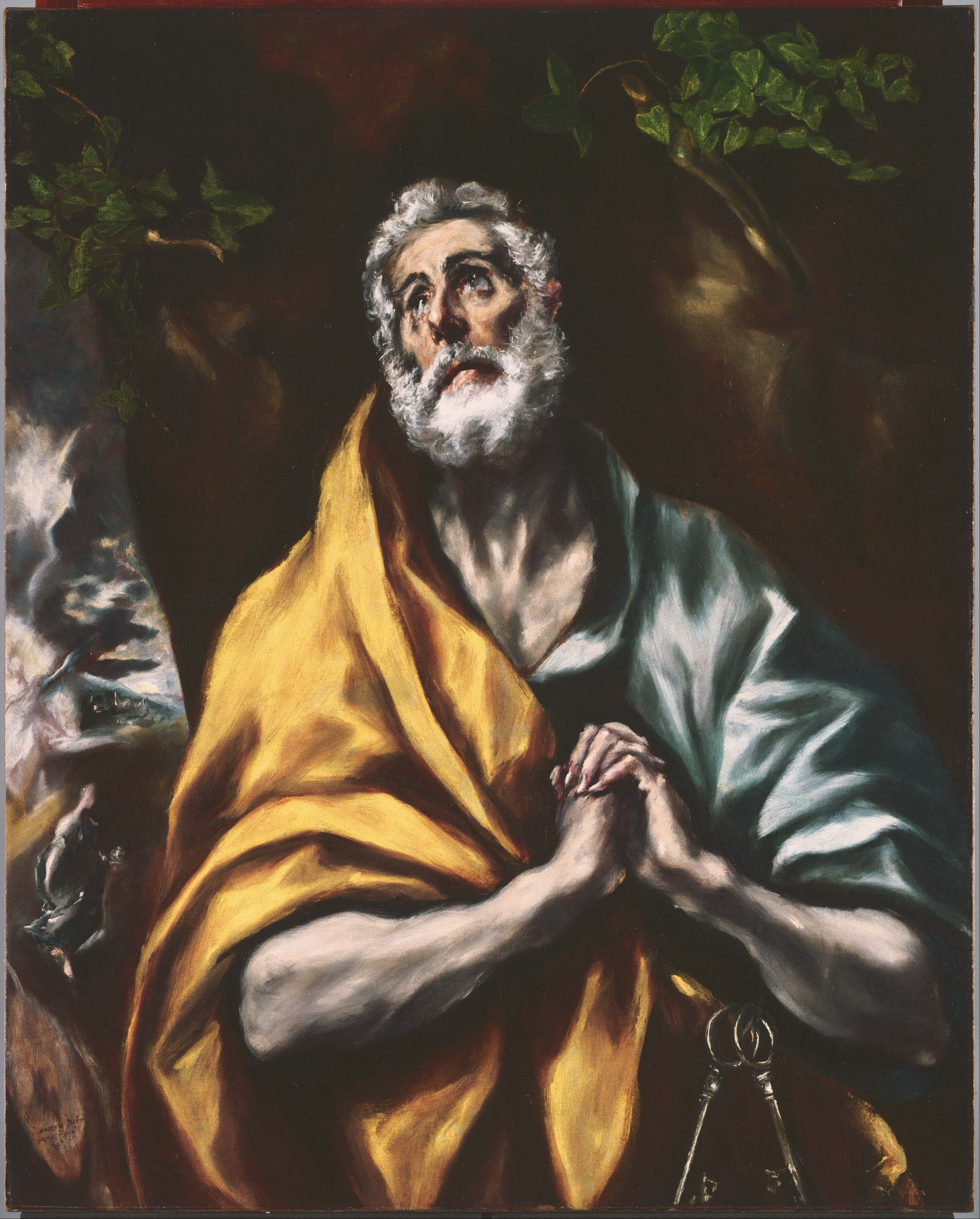
Versión de la Phillips Collection

5. San Diego Museum of Art (1940).

### Versión de la Phillips Collection

#### Datos técnicos y registrales
- Washington D. C., Colección Phillips;[16]
- Pintura al óleo sobre lienzo;
- Dimensiones: 94 x 75 cm, según Wethey (93.7 x 75.2 cm, según la Colección Phillips);
- Datación: hacia 1600-1605;
- Algunas letras sueltas han sido interpretadas como los restos de una firma;
- Consta con el n.º 271 en el catálogo de Wethey, y con la referencia 64-c en el de Tiziana Frati.

#### Comentario sobre la obra
Tanto las dimensiones como la apariencia de este lienzo son muy similares a las de la variante de Sitges (atribuido al taller).

#### Procedencia
1. Guillermo de Guillén García, Barcelona;
2. Museo de Arte de Cataluña, Barcelona (Depósito, 1906);
3. Ignacio Zuloaga, Zumaya;
4. Iván Stchoukine, París (1908);
5. Colección Heilbuth, Copenhague (1920).

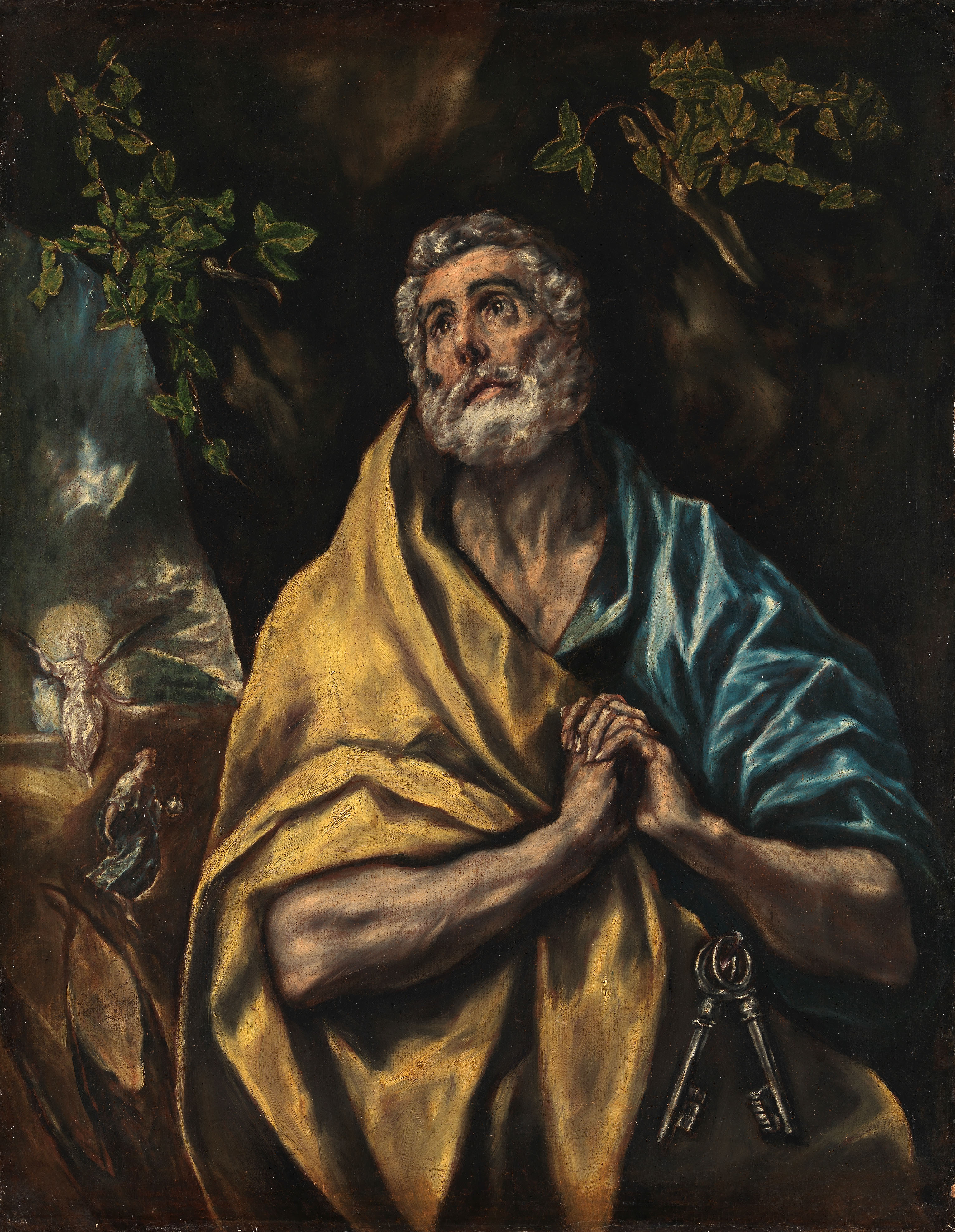
Versión del Museo Nacional de Arte, Arquitectura y Diseño, de Oslo

### Versión del Museo Nacional de Arte, Arquitectura y Diseño, Oslo

#### Datos técnicos y registrales
- Oslo, Museo Nacional de Arte, Arquitectura y Diseño; n.º de inventario: NG.M.01346;[18]
- Pintura al óleo sobre lienzo;
- Dimensiones: 79,5 x 102 cm, según Wethey (79,5 x 102.4 cm, según el museo);
- Datación: hacia 1610-1614, según Wethey (década de 1590, según el museo);
- Firmado con letras griegas en cursiva, en la roca, bajo la Magdalena: δομήνικος θεοτοκóπουλος ε´ποíει;
- Consta con el n.º 272  en el catálogo de Wethey, y con la referencia 64-f en el de Tiziana Frati.

#### Comentario sobre la obra
Parece una obra inacabada, a pesar del intenso color de la capa amarilla sobre la túnica azul ultramarino. Las reparaciones de los agujeros de un antiguo bastidor se aprecian en los bordes de la pintura.

#### Procedencia
1. Cabot Rovira, Barcelona (según August L. Mayer);
2. Marqués de Villatoya, Madrid;
3. Julius Böhler, Münich;
4. Donación de Christian Langaard al Museo de Oslo, año 1923-24.

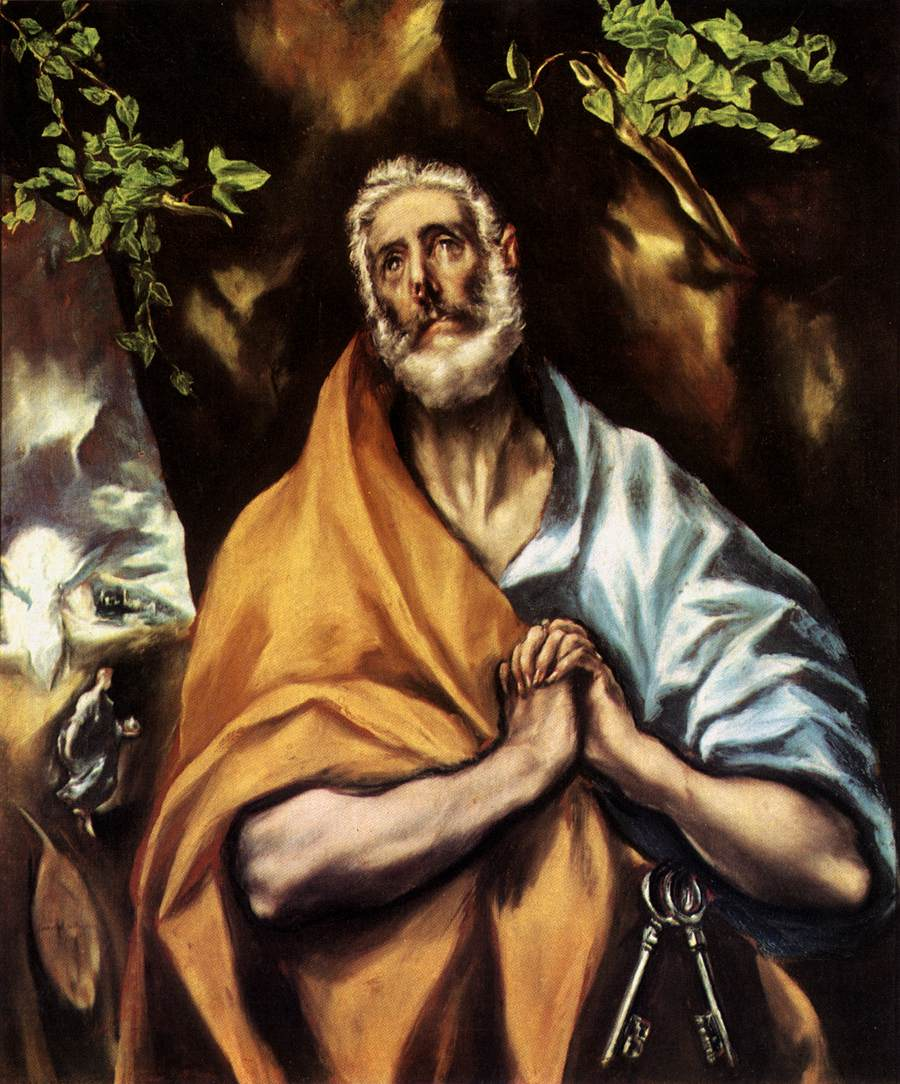
Versión del Museo Fundación Lerma

### Versión del Museo Fundación Lerma

#### Datos técnicos y registrales
- Toledo, Hospital de Tavera, Fundación Casa Ducal de Medinaceli;[20]
- Pintura al óleo sobre lienzo;
- Dimensiones: 102 x 84 cm;
- Datación: hacia 1605-1610;
- Firmado con letras griegas en cursiva, en la roca de la izquierda: δομήνικος θεοτοκóπουλος ε´ποíει;
- Consta con el n.º 273 en el catálogo de Wethey, y con la referencia 64-e en el de Tiziana Frati.

#### Comentario sobre la obra
La firma en letras pequeñas y la esbeltez de la figura, denotan una fecha de realización tardía. Esta pintura había sido considerada como una obra de taller, porque su situación sobre el gran Bautismo de Cristo no permitía una inspección cuidadosa. El inventario del Hospital de Tavera de 1672 contiene la primera referencia a este lienzo.